# 960
960（九百六十、九六〇、きゅうひゃくろくじゅう）は自然数、また整数において、959の次で961の前の数である。

## 性質
- 960は合成数であり、約数は1, 2, 3, 4, 5, 6, 8, 10, 12, 15, 16, 20, 24, 30, 32, 40, 48, 60, 64, 80, 96, 120, 160, 192, 240, 320, 480, 960である。
  - 約数の和は3048。
  - 236番目の過剰数である。1つ前は954、次は966。
    - σ(n) ≧ 3n を満たす n とみたとき16番目の数である。1つ前は900、次は1008。(ただしσは約数関数、オンライン整数列大辞典の数列 A023197)
    - 約数の和が3桁の自然数で最も大きくなる数である。
    - 約数の和が3000を超える最小の数である。

  - 43番目の高度過剰数である。1つ前は840、次は1008。
  - 約数を28個持つ最小の数である。次は1344。
    - 約数を n 個もつ最小の数とみたとき。1つ前の27個は900、次の29個は268435456。(オンライン整数列大辞典の数列 A005179)

  - 自分自身のすべての約数の積が自分自身の14乗になる最小の数である。1つ前の13乗は12288、次の15乗は720。(オンライン整数列大辞典の数列 A003680)
- 208番目のハーシャッド数である。1つ前は954、次は966。
  - 15を基とする13番目のハーシャッド数である。1つ前は915、次は1095。
- 9602 + 1 = 921601 であり、n 2 + 1 が素数になる110番目の数である。1つ前は950、次は966。(オンライン整数列大辞典の数列 A005574)
- 960 = 26 × 3 × 5
  - 3つの異なる素因数の積で p 6 × q × r の形で表せる最小の数である。次は1344。(オンライン整数列大辞典の数列 A179672)
- 960 = 5 × 6 × 32
  - n = 5 のときの n(n + 1)(n 2 + n + 2) の値とみたとき1つ前は440、次は1848。(オンライン整数列大辞典の数列 A247727)
- 960 = 3 × 43 × 5 = 45 − 43
  - n = 4 のときの n 5 − n 3 の値とみたとき1つ前は216、次は3000。(オンライン整数列大辞典の数列 A133754)
- 960 = 8 × 10 × 12
  - 3連続偶数の積とみたとき1つ前は480、次は1680。
  - n = 8 のときの n(n + 2)(n + 4) の値とみたとき1つ前は693、次は1287。
- 960 = 15 × 26
  - n = 6 のときの 15 × 2n の値とみたとき1つ前は480、次は1920。(オンライン整数列大辞典の数列 A110286)
- 960 = 62 + 72 + 82 + 92 + 102 + 112 + 122 + 132 + 142
  - 9連続整数の平方和で表せる数である。1つ前は789、次は1149。
- 6つの連続する素数の和で表せる35番目の数である。1つ前は926、次は990。
960 = 149 + 151 + 157 + 163 + 167 + 173
- n = 960 のとき n と n + 1 を並べた数を作ると素数になる。n と n + 1 を並べた数が素数になる116番目の数である。1つ前は942、次は962。(オンライン整数列大辞典の数列 A030457)
- 960 = 342 − 196
  - n = 34 のときの n 2 − 142 の値とみたとき1つ前は893、次は1029。(オンライン整数列大辞典の数列 A132770)
- 約数の和が960になる数は10個ある。(378, 474, 609, 621, 627, 665, 717, 869, 893, 899) 約数の和10個で表せる3番目の数である。1つ前は864、次は1152。
- 各位の和が15になる73番目の数である。1つ前は951、次は1059。

## その他 960 に関連すること
- 西暦960年
- 紀元前960年
- ISBNのグループ番号960は、ギリシャ。
- 960号線 (ドイツ)
- Intel i960
- チェス960